# Frgt/10
«FRGT/10» [pronunciado "Forgotten" –en español: «Olvidado»–] es un sencillo promocional de Reanimation, álbum remix lanzado por la banda Linkin Park, en 2002. "FRGT/10" es la versión remix de "Forgotten", hecha por Chali 2na y The Alchemist.

## Video musical
Ambos Videos están dirigidos por Joe Hahn, dj de Linkin Park.
- FRGT/10: El video comienza con [Chali], mientras se muestra a una mujer en su dormitorio. Luego de esto, se presenta una persona con un traje verde, una máscara de gas, y un tanque de pintura con una boquilla en el dedo índice de la mano derecha. El personaje va y pinta "LP" (El logotipo original de Linkin Park) en las paredes. Las autoridades siguen tratando de detener a la persona, hasta que la persona salta de una azotea a otra. Mientras las autoridades están estudiando el tanque de pintura, la persona se escapa hasta su ventana del dormitorio, se quita la máscara y muestra que es la mujer que ya se había mencionado, y al final, ella se mete en la cama. Todo el video es en animación hecha por computadora, con la excepción del inicio y final.

- Enth E Nd: El video empieza con Kutmasta Kurt tocando la canción en el sampler, y luego comienza Motion Man a hablar. Después Mike Shinoda comienza a rapear a lo largo del videoclip. Con una cámara de mano, se están grabando mientras están en la parte trasera de un auto. No aparecen más integrantes de Linkin Park.

## Lista de canciones
1. «Enth E Nd» (Álbum Versión) - 4:03
2. «Enth E Nd» (Instrumental) - 4:02
3. «FRGT/10» (Álbum Versión) - 3:32
4. «FRGT/10» (Instrumental) - 3:31

## Posicionamiento
| Listas (2002)             | Posición |
| ------------------------- | -------- |
| Australian Singles Charts | 32       |